# Ny Horologii
Ny Horologii (ν Horologii, förkortat Ny Hor, ν Hor) som är stjärnans Bayerbeteckning, är en ensam stjärna belägen i den södra delen av stjärnbilden Pendeluret. Den har en skenbar magnitud på 5,11 och är synlig för blotta ögat där ljusföroreningar ej förekommer. Baserat på parallaxmätning inom Hipparcosuppdraget på ca 19,8 mas, beräknas den befinna sig på ett avstånd på ca 165 ljusår (ca 51 parsek) från solen.

## Egenskaper
Ny Horologii är en vit till blå stjärna i huvudserien av spektralklass A2 V, som genererar energi genom fusion av väte till helium i dess kärna. Den har en massa som är drygt 90 procent större än solens massa, en radie som är ca 1,9 gånger större än solens och utsänder från dess fotosfär ca 17 gånger mera energi än solen vid en effektiv temperatur på ca 8 300 K.
Några följeslagare ner till massan av en brun dvärg har inte upptäckts inom en radie på 150 AE från Nu Horologii. Den avger emellertid ett överskott av infraröd strålning som tyder på att den omges av en stoftskiva vars genomsnittliga temperatur är 56 K och verkar vara delad i två komponenter: en inre skiva på ett avstånd av 96 +9-37 AE och en yttre på 410 +24-96 AE från stjärnan. Skivorna ses från kanten, vilket begränsar mängden detaljer som kan urskiljas.
På grundval av sina respektive rörelser genom rymden hade Ny Horologii ett nära möte med stjärna Alfa Fornacis för omkring 351 200 år sedan. De två stjärnorna kom inom 0,081 +0,6250-0,0488 parsek från varandra, nära nog för att störa deras respektive (hypotetiska) Oorts moln. Potentiellt kan interaktionen ha producerat asymmetrier i stoftskivan kring Nu Horologii och kan orsaka kometnedfall som ökar stofthalten. Det är dock osannolikt att mötet var orsake-n till själva skivan.